# Karekin Bekdjian
Karekin Bekdjian (Taufname: Dikran; * 12. Dezember 1942 in Konstantinopel; † 21. November 2024 in Istanbul) war ein Bischof der Armenischen Apostolischen Kirche. Er war von 1998 bis 2017 Erzbischof der Diözese der Armenischen Kirche in Deutschland.

## Leben
Karekin Bekdjian erhielt seine Schulbildung an der Schule der Mechitaristen in seiner Heimatstadt. 1959 begann er die Priesterausbildung am Seminar von Skutari und wurde 1960 von Patriarch Karékine I. Khachadourian zum Akolythen eingesegnet. Ab 1962 folgten weitere Studien in klassischen Sprachen, Soziologie und Geschichte an der Universität Istanbul. 1963 wurde er zum Diakon geweiht und am 25. Juli 1965 empfing er die Priesterweihe. Danach studierte er an den deutschen Universitäten in Bonn und Bochum Psychologie und Pädagogik. 1970 wurde er von Erzbischof Shenork Kaloustian zum Archimandriten ernannt. Ab 1973 leistete er pastorale Arbeit in Marseille als Priester an der dortigen St.-Karapet-Kirche. Von 1976 bis 1991 war er Pfarrer an der armenischen Kathedrale in Marseille. In dieser Zeit begründete er ein Radioprogramm für Kinder, erteilte Unterricht in der armenischen Sprache, veröffentlichte ein Wörterbuch der armenischen Vornamen mit Erklärungen und schrieb regelmäßig Beiträge in der Zeitschrift Armenia.
Mit Schreiben vom Juni 1992 beauftragte Katholikos Wasgen I. ihn mit der Errichtung einer diözesanen Struktur in Deutschland und spendete ihm am 27. September desselben Jahres in Etschmiadsin die Bischofsweihe. Als Bischof begründete er 14 armenisch-apostolische Gemeinden in Deutschland.
Am 28. Mai 1998 wurde er von Katholikos Karekin I. zum Erzbischof ernannt. Nach der Vollendung seines 75. Lebensjahres trat er zum Ende des Jahres 2017 von seinem Amt zurück.

## Schriften
- Baptême, mariage et rituel funéraire dans l'église arménienne apostolique. L’Harmattan, Paris 2003, ISBN 2-7475-5283-7.